# Irmingard von Verdun
Irmingard von Verdun, auch Gräfin Irmingard von Hammerstein, (* um 975; † 1042), verheiratet mit Otto von Hammerstein, Graf in der Wetterau und im Engersgau aus dem rheinfränkischen Haus der Konradiner. Namensgebende Burg war die Reichsburg Hammerstein am Mittelrhein gegenüber Andernach.
Irmingard war die einzige Tochter des Grafen Gottfried d. Ä. von Verdun und der Mathilde Billung, Tochter von Hermann Billung, Herzog von Sachsen, und Schwester der Herzöge Gottfried II. und Gozelo I. von Niederlothringen. In erster Ehe war sie vielleicht mit Graf Kuno (Chuonrad † etwa 1012) im Rangau verehelicht.
Sie war Protagonistin des so genannten Hammersteiner Ehestreits (1018–1027), bei dem sie von ihrem Mann auf Antrag von Erkanbald, Erzbischof von Mainz, wegen zu naher Verwandtschaft getrennt werden sollte. Berühmt wurde Irmingard durch ihre Reise zu Papst Benedikt VIII. (Weihnachten 1023), der aber über den Verhandlungen 1024 starb. Der Streit wurde schließlich 1027 von Kaiser Konrad II. niedergeschlagen.
Irmingard von Verdun hatte mit Otto einen Sohn, Udo († 1034). Ihr Mann Otto starb 1036. Über die letzten Lebensjahre von Irmingard ist nichts bekannt. Sie starb vermutlich Ende 1042.